# Monticello (Utah)
Pour les articles homonymes, voir Monticello.
La ville de Monticello est le siège du comté de San Juan, dans l’État de l’Utah, aux États-Unis. Sa population s’élevait à 1 972 habitants lors du recensement de 2010, estimée à 1 995 habitants en 2017.

## Histoire
Monticello est le siège du comté depuis 1895, bien que Blanding soit plus peuplée.

## Démographie
| Groupe            | Monticello | Utah | États-Unis |
| ----------------- | ---------- | ---- | ---------- |
| Blancs            | 84,9       | 86,1 | 72,4       |
| Amérindiens       | 6,4        | 1,2  | 0,9        |
| Autres            | 4,6        | 6,9  | 6,4        |
| Métis             | 3,0        | 2,7  | 2,9        |
| Asiatiques        | 0,7        | 2,0  | 4,8        |
| Afro-Américains   | 0,4        | 1,1  | 12,6       |
| Total             | 100        | 100  | 100        |
|                   |            |      |            |
| Latino-Américains | 13,4       | 13,0 | 16,7       |

Selon l'American Community Survey pour la période 2011-2015, 84,22 % de la population âgée de plus de 5 ans déclare parler l'anglais à la maison, 8,55 % déclare parler l'espagnol, 4,34 % le navajo, 1,27 % le tagalog, 0,83 % une langue polynésienne et 0,79 % le français.

## Source
- (en) Cet article est partiellement ou en totalité issu de l’article de Wikipédia en anglais intitulé « Monticello, Utah » (voir la liste des auteurs).

1. ↑  (en) « Monticello, UT Population - Census 2010 and 2000 », sur censusviewer.com.
2. ↑  (en) « Population of Utah - Census 2010 and 2000 », sur censusviewer.com.
3. ↑  (en) « Language spoken at home by ability to speak english for the population 5 years and over. Universe: Population 5 years and over. 2010-2014 American Community Survey 5-Year Estimates », sur factfinder.census.gov.